# Bresegard bei Eldena
Bresegard bei Eldena é um município da Alemanha, situado no distrito de Ludwigslust-Parchim, no estado de Mecklemburgo-Pomerânia Ocidental. Tem 10,92 km² de área, e sua população em 2019 foi estimada em 207 habitantes.